# Paraeumigus tricoloripes
Paraeumigus tricoloripes is een rechtvleugelig insect uit de familie Pamphagidae. De wetenschappelijke naam van deze soort is voor het eerst geldig gepubliceerd in 1932 door Werner.